# (16270) 2000 JH48
A (16270) 2000 JH48 a Naprendszer kisbolygóövében található aszteroida. A LINEAR projekt keretében fedezték fel 2000. május 9-én.